# ألكسي ألكساندروف
ألكسي ألكساندروف (بالروسية: Алексей Геннадьевич Александров)‏ Aleksej Aleksandrov لاعب شطرنج بيلاروسي يحمل لقب أستاذ كبير.

## حياته
- ولد في 11مايو 1973 في بيلاروسيا.

## ألقاب
- حصل على لقب أستاذ دولي عام 1993.
- حصل على لقب أستاذ كبير عام 1997.

## تصنيف
- بلغ أفضل تصنيف له 2679 نقطة في يناير 2004.

## روابط خارجية
- ألكسي ألكساندروف على موقع الاتحاد الدولي للشطرنج (الإنجليزية)
- ألكسي ألكساندروف على موقع مباريات الشطرنج (الإنجليزية)
- ألكسي ألكساندروف على موقع 365Chess.com (الإنجليزية)
- ألكسي ألكساندروف على موقع Chesstempo.com (الإنجليزية)
- ألكسي ألكساندروف سجل أولمبياد الشطرنج على موقع OlimpBase.org (الإنجليزية)